# Nobil Air
Nobil Air este o companie aeriană din Republica Moldova, cu sediul în capitala țării, Chișinău. Compania a fost înregistrată în 2003. Nobil Air a achiziționat în septembrie 2004 un avion Learjet 35 și și-a început activitatea în noiembrie aceluiași an. 
Acesta a fost primul avion de acest tip livrat și operat în Republica Moldova și a fost folosit pentru transportarea fostului președinte moldovean, Vladimir Voronin, și oficialilor guvernamentali. 